# Jaho Salihi
Jaho Salihi – wieś położona w północnej części Albanii w gminie Llugaj. Wieś znajduje się 117 kilometrów od stolicy państwa, Tirany.

## Demografia
Według spisu ludności z 1989 roku we wsi Jaho Salihi mieszkało 1398 mieszkańców.